# Flash Iridium

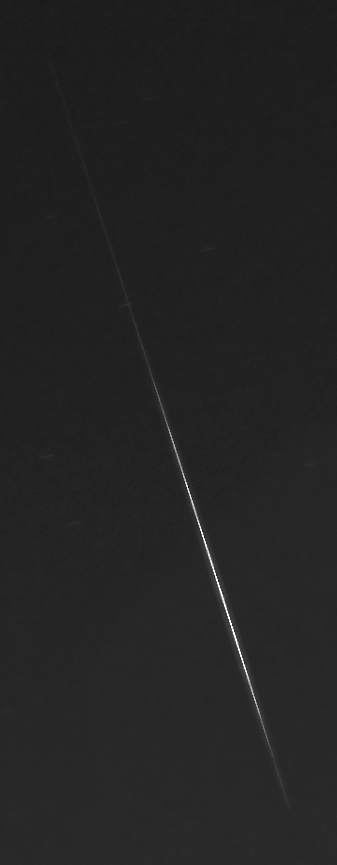
Fotografie expusă 30 de secunde, a unui flash Iridium

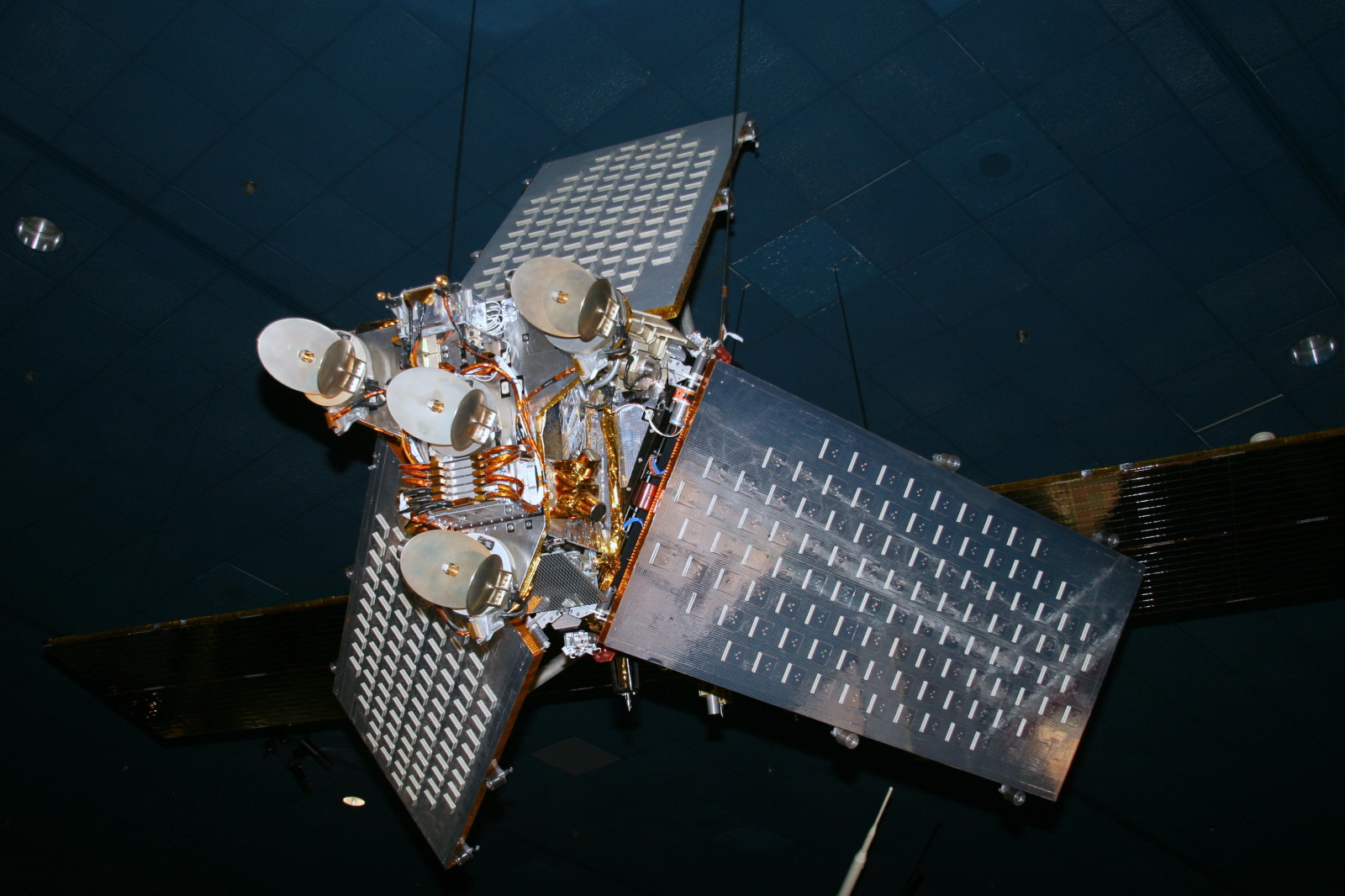
Unul dintre sateliții componenți ai sistemului Iridium

Un flash Iridium (în engleză Iridium flare) este un fenomen luminos produs de reflexia luminii Soarelui pe una din surprafețele care reflectă (antene sau uneori panouri solare) ale unuia din sateliții Iridium.

## Principiu
Structura deosebită a sateliților rețelei Iridium se află la originea acestor flash-uri. În fapt, sateliții posedă trei antene dreptunghiulare foarte reflectante, cu dimensiunile de 1,88 m pe 0,86 m, dispuse pe o bază triunghiulară de 120° și înclinate cu 40° în raport cu corpul satelitului. Aceste antene reflectă direct lumina Soarelui, creând astfel un fascicul luminos cu diametrul de circa 10 km, când atinge suprafața Pământului (există și flash-uri produse prin reflexia luminii Lunii, dar sunt invizibile cu ochiul liber).
Un observator poate să perceapă un flash în direcția satelitului, relativ scurt și potențial foarte intens. Strălucirea satelitului apare mai întâi destul de slabă, pentru a crește în mod progresiv până la un maxim al intensității, apoi se micșorează până nu mai este vizibilă. Imaginea fenomenului pe o fotografie cu timp de expunere lung este un fus alungit luminos din cauza deplasării rapide a satelitului pe bolta cerească.
Deoarece parametrii orbitali ai sateliților Iridium sunt perfect cunoscuți, este posibil să se prezică cu exactitate atât timpul, cât și luminozitatea unui astfel de eveniment pentru orice punct de pe suprafața Pământului.